# レッド・ガーディアン
レッド・ガーディアン（Red Guardian、Красный страж、Krasnyy Strazh）は、 マーベル・コミックが出版するアメリカン・コミックスに登場するスーパーヒーローである。レッド・ガーディアンは、キャプテン・アメリカに相当するソ連のキャラクターとして創造されたが、ソ連崩壊後もその名で登場している。

## 出版史

### アレクセイ・レベデフ
歴史上初のレッド・ガーディアンであるアレクセイ・レベデフ（Алексей Лебедев）は、作家のダナ・モレシェッドとマイク・トーマス、アーティストのフィル・ヘスターによって作成され、1991年6月の『Namor, The Sub-Mariner Annual』第1号に初登場した。彼のことはほとんど知られておらず、第二次世界大戦中にナチスの侵攻によって家族を失ったが、災害時の英雄的な行動で当局に認められ、レッド・ガーディアン（初代）となり、活動をはじめた。1945年7月のポツダム会談でウィリアム・ナスランド/キャプテン・アメリカやネイモアと出会い、“オール・ウィナーズ・スクワッド”に一度だけ加入したものの、戦争終了直後に彼らと衝突した。そして、アレクセイ・ショスタコフがレッド・ガーディアンになる際に反対し、当局に粛正（抹殺）された。

### アレクセイ・ショスタコフ
最初のレッド・ガーディアンとして最も良く知られるアレクセイ・アンドレヴィッチ・ショスタコフは、ロイ・トーマスとジョン・バスセマによって作成され、1967年8月の『アベンジャーズ』 第43号に初登場した。
ソビエトの優秀なテストパイロットだったアレクセイは、バレリーナだった若きナターシャ・ロマノヴァと恋に落ち結婚する。しかしテスト飛行中の事故でアレクセイは死亡、ナターシャは悲しみにくれた。実はこの事故は世間を欺くためのもので、アレクセイはキャプテン・アメリカに対抗するソビエト版スーパーソルジャーの候補に選ばれ、密かに訓練を受けていた。
2人が再会したのは、ナターシャが亡命しS.H.I.E.L.D.のエージェントになった後のことだった。超人兵士レッド・ガーディアンとなっていたアレクセイは、母国の威信をかけてキャプテン・アメリカとの決闘に挑み、2人は互角の戦いを繰り広げるが、キャプテンが優勢になると見るや、アレクセイの上官が卑怯な不意打ちをしたことで決闘は中断された。プライドを傷つけられたアレクセイは、ナターシャとキャプテンを助け、味方の銃弾を浴び命を落とすのだった。

### タニア・ベリンスキー
スティーヴ・ガーバーとサル・ビュッセマによって作成されたタニア・ベリンスキーは、1976年5月の『ザ・ディフェンダーズ』第35号に初登場した。若くして天才的なソ連の神経外科医となった彼女は、ソ連の反体制派である実父のベリンスキー博士が政策批判をしてシベリアに追放された後、反体制派を助けつつ犯罪者と戦うレッド・ガーディアンを名乗り、スティーヴン・ストレンジの要請でカイル・リッチモンド/ナイトホークの手術に携わった後、“ディフェンダーズ”に参加した。その後セルゲイ・クリロフ/プレゼンスによって強化され、“スターライト”になった。

### ジョセフ・ペトクス
ジョセフ・ペトクスはレッド・ガーディアンの4代目で、1989年4月の『キャプテン・アメリカ』第352号で初登場し、作家のマーク・グルーンウォルドとアーティストのキーロン・ドワイヤーによって創造された。ペトクスはその後、『アベンジャーズ』第319〜324号（1990年7月〜10月）、『インクレディブル・ハルク』（vol.2）第393号（1992年5月）、および『ソビエト・スーパーソルジャーズ』第1号（1992年11月）、『アイアンマン』（vol.2）第9号（1998年10月）、『Official Handbook of the Marvel Universe Update '89』第7号に登場した。
ソ連の諜報機関の特別工作員であるペトクスは、“スプリーム・ソビエツ”の過激派メンバーとして登場し、ソ連から亡命した“ソビエト・スーパーソルジャーズ”を攻撃し、後にソ連内の事件でスティーブ・ロジャース/キャプテン・アメリカと共闘した。ペトクスはスプリーム・ソビエツが改名されたロシアのスーパーヒーローチーム“ウィンター・ガード”や、“アベンジャーズ”、“アルファフライト”との共闘で、“ピース・コープス”、アトランティアン軍、コンバインなどに挑み、その後にウィンターガードの分裂グループ“People's Protectorate”に参加して、現在はスチール・ガーディアンと名乗っている。そしてペトクスたちは、ヴァンガードの妹ラニアを復活させる方法を見つけるために、イモータスを探しに出かけたが、ペトクスはその任務中に殺された。

### クラスノ・グラニツキー
クラスノ・グラニツキーはレッド・ガーディアンの5代目で、『Maverick』第10号（1998年6月）に初登場し、作家のジョージ・ゴンザレスとアーティストのレオ・フェルナンデスによって創造された。“クラスノ・グラニツキー”という名前は、小説『ジェームズ・ボンド』シリーズの第5作『007 ロシアから愛をこめて』に登場する暗殺者のロシア語化された名前に由来する。グラニツキーはデビッド・ノース/マーベリックとチームを組んで犯罪王と戦った。彼はまた、『キャプテン・アメリカ』の創刊号にも登場し、そこでアレクサンダー・ルーキンによって処刑された。

### アントン・イワノフ
アントン・イワノフはレッド・ガーディアンの6代目で、ジェフ・ローブとエド・マクギネスが共同制作した『ハルク』シリーズの第1号にウィンター・ガードのメンバーとして初登場した。イワノフはエンジニアであり、“クリムゾン・ダイナモ・アーマー”の元装着者であると主張し、後に力を求めて自身の意識を“ライフ・モデル・デコイ”（LMD）に移したことが明らかになった。イワノフはダイアー・レイスによって斬首されたが、まだ生存しており、彼の頭は倉庫に保管され、他のLMDをコントロールしていた。

### ニコライ・クリレンコ
ニコライ・クリレンコ（別名“ヴァンガード”）は、レッド・ガーディアンの7代目であり、ウィンター・ガードを率いている。ビル・モントロとカーマイン・インファンティーノによって創造され、『アイアンマン』第109号（1978年4月）に初登場し、デビット・ギャラハーとスティーブ・エリスによって『Darkstar and the Winter Guard』第2号（2010年7月）からレッド・ガーディアンとして再登場した。

## 能力・装備
突然変異後のベリンスキーとキュリレンコ以外の歴代レッド・ガーディアンは、超人的なスーパーパワーや超能力を持っていることが描写されていないものの、全員が高度な訓練で鍛えた肉体と類まれな運動能力を持つアスリートである。
ショスタコフは熟練したパイロットにして、白兵戦の達人であり、KGBによってスパイ技術の訓練を受けた。ベリンスキーを除く歴代レッド・ガーディアンは、キャプテン・アメリカと同様のスチールシールドを使用しており、ショスタコフとベリンスキーは、コスチュームのベルトバックルの一部である“ベルトバックル・ディスク”を駆使する戦闘スタイルを得意とし、このアイテムは投げられた後に磁力で使用者の手元に戻る武器である。ペトカスは、盾に加えて通電剣をサブウェポンとして使用した。イワノフのLMDは、適度に強化されたサイバネティックに基づいた力を強さの源流としており、クリレンコ/ヴァンガードのスーパーパワーは突然変異に由来している。また、クリレンコは、盾に搭載されたコンパクトなコンピュータと連携して作動する回路が並ぶコスチュームを着用しており、これは先代のレッド・ガーディアンたちが着用したものよりも高度な戦闘服で、デジタル接続を介してガイド付き飛行と帰還を可能にするだけでなく、彼自身のエネルギーを増幅させる。

## その他のバージョン

### Exiles
『Exiles』の物語の1つで、“アース3470”にフルボディアーマーを着たレッド・ガーディアンが登場する。

### Civil War: House of M
『Civil War: House of M』においてのレッド・ガーディアンは、“ソビエト・スーパーソルジャーズ”のメンバーとして登場した。

### アルティメット・マーベル

#### キャプテン・ロシア
『アルティメット・マーベル』におけるアレクセイ・ショスタコフは、キャプテン・ロシアのコードネームを持つロシアのスーパー・ソルジャーである。キャプテン・アメリカのロシア版を意図したこのショスタコフは非常識であり、超人的な強さと耐久性を持つほか、人間の遺体の一部分で作ったその場しのぎの盾を使用する。そんなショスタコフはキャプテン・アメリカに戦いを挑んだが、敗北した。そしてショスタコフは、ナターシャと結婚したが、現在は亡くなっている。

#### アブドゥル・アル=ラーマン
アゼルバイジャンのアブドゥル・アル=ラーマン大佐はレッド・ガーディアンに基づいくキャラクターで、アメリカの占領から国を解放したかったティーンエイジャーでだった。彼は主に赤い衣装を着て、ロシア人の科学者によってスーパーソルジャーとなり、光るダブルブレードの長剣を使用する。ラーマンはホワイトハウスの前でロジャースと一対一で対決するが、最終的にハルクとロジャースに敗北する。ラーマンの遺体はS.H.I.E.L.D.の拘留に連れて行かれ、その場面を彼の素性を知ってショックを受けたロジャースの目に止まっている。

### Bullet Points
『Bullet Points』におけるショスタコフは、ギャラクタスに挑む多くのヒーローの一人として描写された。

## MCU版
『マーベル・シネマティック・ユニバース』では、デヴィッド・ハーバーがアレクセイ・ショスタコフ / レッド・ガーディアン（Alexei Shostakov / Red Guardian）を演じる。日本語吹替は大塚明夫が担当する。

### キャラクター像
ソ連がキャプテン・アメリカに対抗する目的で生み出した、“レッド・ガーディアン”の異名を持つロシア人超人兵士。冷戦時代にはKGB所属のスパイとして活躍し、1992年にドレイコフの指示でメリーナ・ヴォストコフの補佐・用心棒を引き受けて彼女とオハイオ州へ潜入し、ナターシャ・ロマノフとエレーナ・ベロワの“父親”という役割で偽装家族を演じながら、現地での任務を3年間遂行した。
オハイオ州での潜入任務の頃までは、レッド・ガーディアンであることを誇りとし、母国の大義のために活動するだけでなく、潜入任務には「泣くほど退屈」と感じていたものの、メリーナやナターシャたちとも偽装家族の絆を育み、オハイオ州脱出時には“S.H.I.E.L.D.”の追撃から彼女たちを懸命に守ろうとするなど気骨のある漢だったが、“ノース研究所”から“ウィンター・ソルジャー計画”のデータを奪取して潜入任務が終了するとドレイコフに切り捨てられ、収監先の刑務所で20年以上投獄生活を強いられることになった。そのため、思想が歪んで粗略かつ単細胞で切り捨てられたことを認めたくない怯懦な気質となり、患った鬱病が激化すると、実在しないキャプテン・アメリカとの戦いを織り交ぜた冷戦時代の武勇伝を囚人仲間たちに見栄を張って吹聴することに明け暮れ、外見もむさ苦しい髭面と、背中から両腕まで多数のタトゥーが入った肥満体へと変わり果てるなど、在りし日のものとは程遠い姿となってしまった。

### 能力
科学の力で肉体を強化されたことから、全盛期に2トンの重量物を素手で持ち上げられたなど、基礎身体能力は超人レベルで、柔道とキックボクシングを混ぜ合わせたよう戦闘技能各種やスパイのテクニックにも精通している。

### ツール
レッド・ガーディアンのユニフォーム（Red Guardian's Uniform）
アレクセイ/レッド・ガーディアンが、若き全盛期の頃の戦いで着用していたタクティカル・コンバット・スーツ。キャプテン・アメリカのユニフォームと酷似した戦闘服とヘルメットで構成されるが、ソ連/ロシアの人々に強さと勇気のシンボルを与えられるように胸部には大きな星マークが、額には赤い星がそれぞれあしらわれたデザインとなっており、赤と白を基調色に、黒や灰色と銀色もアクセントとして加えられ、アレクセイの能力を補強する性能まで有している。
アレクセイは誇るほどの思い入れをこのスーツに持っていたが、ナターシャたちとオハイオ州に潜入していた頃にはアレクセイの手元を離れていたようで、現代においてはサンクトペテルブルク郊外にあるメリーナの実験用の養豚場に保管されており、ナターシャたちと共闘することを決意したアレクセイがメリーナの下を訪ねた際に見つけて着用を試みるも、彼の衰えた肥満体ではスムーズに着込めず、アレクセイはうめき声をあげるほど苦労しながら着ることに成功。当然ながらアレクセイの体型に合わせて張り詰めてしまい、これを見たナターシャたちを閉口させている。
現在のところ、このほかの専用のツールは直接登場していないが、オハイオ州脱出時にS.H.I.E.L.D.の追手に対してミニ14を、レッドルーム本部では、拾い上げたタスクマスターの盾を行使している。

### 活躍
『ブラック・ウィドウ』
本作でMCU初登場。
ある日、刑務所にナターシャとエレーナから送られてきた自分宛てのレッド・ガーディアンのフィギュアを受け取ると、刑務所からの脱走に乗り出して四苦八苦しながらも、援護したナターシャたちに引き上げられて脱獄に成功した。しかし彼女たちが探し求めるレッドルーム本部の在り処を知らないどころか、ナターシャとエレーナの“ウィドウ”としての所業を鼻高々に口にしたり、赴いたメリーナの養豚場でもユニフォームをスムーズに着用できず、無神経な失言を繰り返してナターシャとエレーナを辟易させるなど、家族としてオハイオ州の頃のように触れ合いたいという想いが裏目に出てしまった。
そこに駆けつけたレッドルームの戦闘部隊に麻酔を多数打たれてレッドルーム本部に連行され、閉じ込められるが、ナターシャに変装したメリーナに、自分が腰抜けであることと、キューバでナターシャたちが連れて行かれた際に止めようとしなかったことへの後悔を語ると、正体を表したメリーナに解放された。そしてタスクマスターとの戦いでは、超人的パワーは健在ながらも動作が鈍重になるほど衰えたことから苦戦を強いられたが、壊滅をはじめる本部の脱出時には、搭乗した輸送機を攻撃してきた機動隊員を盾の投擲で一蹴する活躍を見せた。結局輸送機は不時着したものの、メリーナと共に脱出に成功し、ナターシャやエレーナとも蟠りを解いた。そしてサディアス・ロス率いる当局の部隊が接近すると、ナターシャの心遣いを受けてエレーナとメリーナ、そして脱出してきたウィドウズとアントニア（タスクマスター）と共にその場を離脱し、ナターシャと別れることになる。
2025年5月2日公開予定の映画『サンダーボルツ*』にも出演が決定している。

### 余談
『マーベル・テレビジョン』製作のテレビドラマ『エージェント・オブ・シールド』では、アントン・イワノフ / スポイラー（Anton Ivanov / Superior）を、ザック・マクゴーワンが演じ、日本語吹替を山野井仁が担当した。
シーズン4 第12話『ホットポテト作戦（Hot Potato Soup）』以降から登場し、レッド・ガーディアンにはならないものの、テロリスト集団“ウォッチドッグ"のリーダーとして、フィル・コールソン率いるS.H.I.E.L.D.と敵対する。

## その他のメディア

### テレビアニメ
- 『アベンジャーズ・アッセンブル』のエピソード『シークレット・アベンジャーズ（Secret Avengers）』にはウィンター・ガードの一員であるアレクセイ・ショスタコフ/レッド・ガーディアンが登場し、トロイ・ベイカーが声をあてた[27][28]。
- 『マーベル フューチャー・アベンジャーズ』第16話『W・ソルジャー救出作戦』には、ウィンター・ガードの一員であるニコライ・クリレンコ/レッド・ガーディアンが登場し、原語版でフレッド・タタショアが声をあて、日本語吹替は三上哲が担当した。
- 『LEGO マーベル／アベンジャーズ コード・レッド』においては、アレクセイ・ショスタコフ/レッド・ガーディアンが登場しトレバー・デュバルが、声をあてた[29]。

### ビデオゲーム
- 『LEGO マーベル スーパー・ヒーローズ 2 ザ・ゲーム』には、アレクセイ・ショスタコフ/レッド・ガーディアンが登場する。
- 映画『ブラック・ウィドウ』のタイアップ企画の一環として、MCU版のアレクセイ・ショスタコフ/レッド・ガーディアンが『Marvel: Future Fight』や、『Marvel Puzzle Quest』、『MARVEL ストライクフォース」にプレイヤーキャラクターとして登場する[30][31][32]。